# 吉姆·考德威尔
小詹姆斯·W·考德威尔（英語：James W. Caldwell Jr.，1943年1月28日—），美国NBA联盟前职业篮球运动员。他在1965年的NBA选秀中第3轮第25顺位被洛杉矶湖人选中。